# Chiesa della Madonna degli Angeli (Torino)
La chiesa della Madonna degli Angeli è una chiesa di Torino sita all'angolo delle vie Cavour e Carlo Alberto.

## Storia
La chiesa fu originariamente costruita sui resti di un'altra più piccola, su iniziativa dei frati minori riformati che la gestivano. I lavori ebbero inizio nel 1631 e si conclusero nel 1650.
La chiesa fu consacrata il 25 ottobre 1654. Fu eretta a parrocchia il 26 giugno 1824.
Nel 1901 la chiesa venne completamente ristrutturata su progetto dell'architetto Carlo Ceppi, che v'incluse anche un campanile prima inesistente, i cui lavori ebbero termine tre anni dopo.  La cupola venne eretta in cemento armato e fu una delle prime applicazioni in Torino della "tecnica Hennebique". All'interno dipinti di Filippo Abbiati, Gianbattista Molinari e del Garavoglia.
Il 15 gennaio 1914 fu inaugurato il nuovo organo, opera di Francesco Vegezzi Bossi di Centallo. Dispone di 3 tastiere di 58 note e pedaliera concavo-radiale di 30. L'organo è posto interamente in controfacciata, è a trasmissione meccanica ed ha 44 registri.
Nel 1924 la chiesa venne eretta a santuario. Il quadro della Madonna, posto sopra l'altar maggiore, fu incoronato l'8 dicembre 1934.

### La sepoltura di Cavour
La salma di Cavour ebbe le sue esequie il 7 giugno 1861 in questa chiesa. Il suo parroco, il francescano Giacomo da Poirino (al secolo Luigi Marocco), aveva precedentemente confessato e comunicato lo statista morente: questo gli procurò la punizione delle autorità ecclesiastiche di allora (Cavour era sotto scomunica dal 1855), che consistettero nell'allontanamento dalla parrocchia, nella sospensione della facoltà di amministrare i sacramenti e per finire  nella dimissione dallo stato clericale  .